# Louis de Clouet
Pour les articles homonymes, voir Clouet.
Louis de Clouet de Piettre, comte de La Fernandina, vicomte de Jagua, né en Louisiane le 6 ou 8 février 1766, et mort à Cordoue le 17 juin 1848, est un militaire et homme d'affaires espagnol d'origine française.
Il est connu pour avoir fondé la ville de Cienfuegos à Cuba.

## Biographie

### Origines familiales
Créole né le 6 ou 8 février 1766 en Louisiane alors colonie espagnole, Louis est le fils d'Alexandre-François-Joseph de Clouet de Piettre, commandant du fort des Atakapas et des Oppelousas. Il se destine à l'armée dès l'âge de 11 ans, et devient cadet en 1782.
La famille de Clouet de Piettre est une branche de la famille Piettre, famille de notables du Cateau-Cambrésis.
Le 1er octobre 1791, il se marie avec la créole de Louisiane Clara Lopez de la Peña, petite-fille d'Antoine de Mandeville et de Marie Brunet, métisse d'ascendance indienne.

### Résidence à Bordeaux
Après une carrière au service de l'Espagne en Haute-Louisiane et à Cuba, jusqu'au grade de colonel, il décide de s'installer en France en 1814, à la chute du premier Empire. À peine arrivé à Bordeaux, il est obligé de repartir sous un déguisement, et ne revient qu'à la seconde Restauration. Il acquiert l'ancien hôtel de l'Intendance, dans lequel il réside avec sa famille jusqu'en 1822, date à laquelle un de ses fils, Louis, y meurt à la suite d'un duel. La famille déménage à la suite de cette tragédie, avant de s'établir au 17 de la rue Vauban, hôtel de leur oncle Théodore Journu.

### Fondation de Cienfuegos
La colonie espagnole de Cuba, dirigée alors par une minorité blanche, repose sur une économie esclavagiste. La révolte des captifs dans la colonie voisine de Saint-Domingue, incite la Couronne espagnole à faire augmenter la population blanche sur l'île. De plus, la baie de Jagua, sur la côte sud de Cuba, occupe une place privilégiée pour la construction d'une cité portuaire destinée au commerce du sucre.

Louis de Clouet convainc le gouverneur de Cuba, José Cienfuegos, de l'opportunité d'y installer des artisans français en provenance de Bordeaux et de Nantes : « Ce port est une nécessité urgente, nous pourrions le construire avec une population venue d'Europe (...) et créer une véritable ville à la périphérie du castillo de Jagua ». 

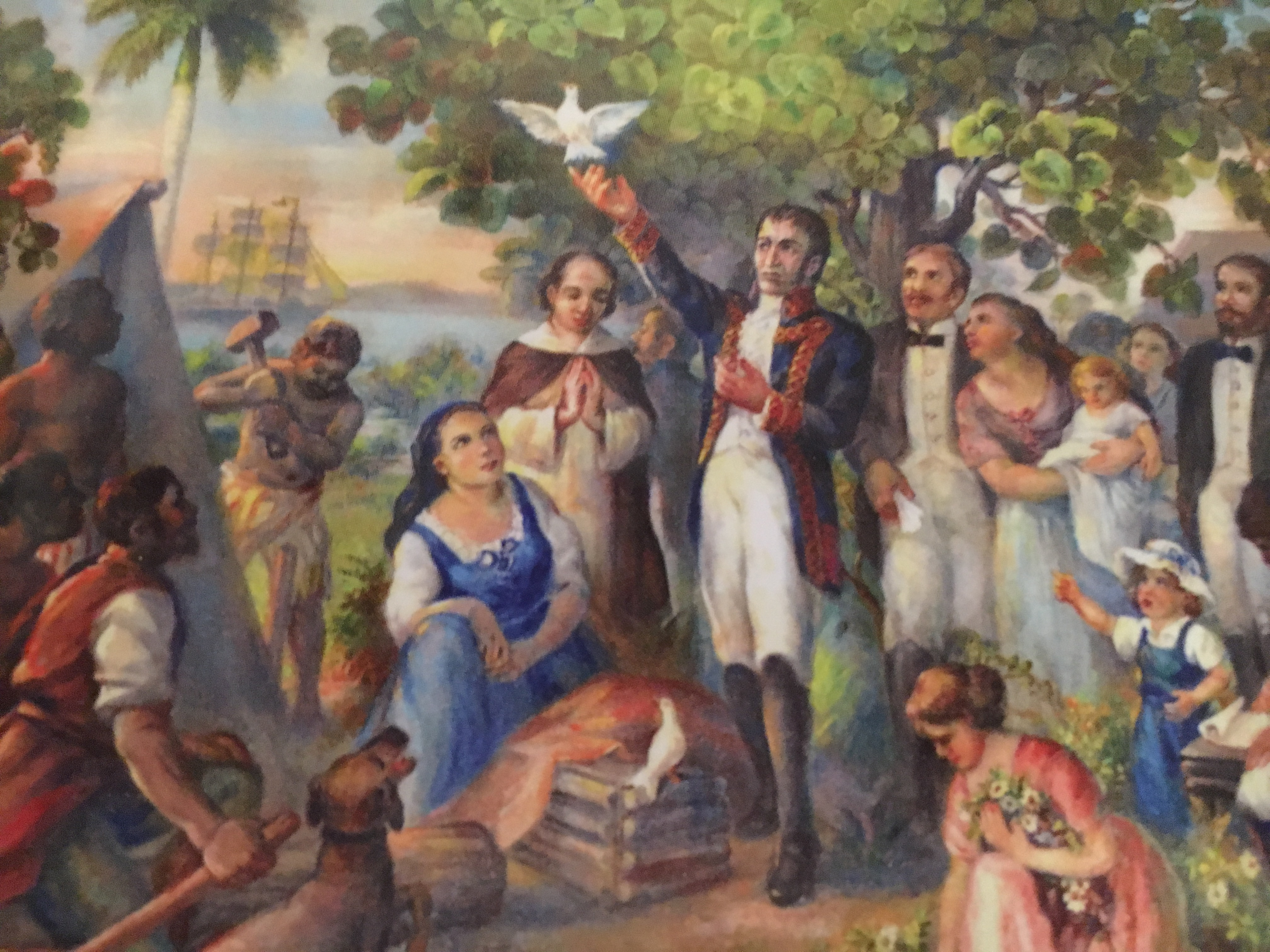
Peinture allégorique de l'acte de fondation de Cienfuegos.

En 1819, un convoi de 46 colons français, tailleurs, cordonniers, menuisiers, boulangers, etc. , quitte le port de Bordeaux, et débarque à La Havane. Dix d'entre eux s'y arrêteront définitivement. Les trente-six restants débarquent sur la péninsule de Majagua et, le 22 avril 1819, l'acte de fondation de la Colonia de Fernandina est signé, nommée ainsi en l'honneur du roi d'Espagne Ferdinand VII. On trouve des tailleurs, des cordonniers, des ferblantiers, des menuisiers, un technicien distillateur et un tonnelier, pour ne pas oublier l'essentiel !
La cérémonie  de l'acte de fondation est particulièrement bien décrite, quoi qu'étrange : un officiant prononce les noms sacrés de Jésus, Marie et Joseph, un autre coupe un arbrisseau et confectionne un crucifix. Deux colombes sont amenées : la femelle est lâchée tandis que le mâle est sacrifié sur la croix.
Six mois plus tard, de nouveaux arrivants renforcent les premiers colons, en provenance de la Nouvelle-Orléans, Philadelphie et Bordeaux. En 1822, 789 habitants sont recensés.
Toutefois l'installation des nouveaux arrivants n'est pas sans difficultés, en raison du climat tropical et des conflits territoriaux avec les propriétaires de terres adjacentes déjà installés. 1825 voit l'arrivée d'un ouragan dévastateur, qui détruit église et hôpital. Tout est à recommencer et surtout à refinancer. Le gouverneur de Clouet se rend à La Havane, pour solliciter l'aide de la Couronne, représentée par le capitaine général José Cienfuegos. L'heureuse conclusion de ces négociations aboutit au changement de nom de la ville qui devient le 22 mai 1829 la Villa de Cienfuegos. En 1833, la ville compte 2 719 habitants dont 1 896 sont blancs, 290 de couleur et 533 esclaves.

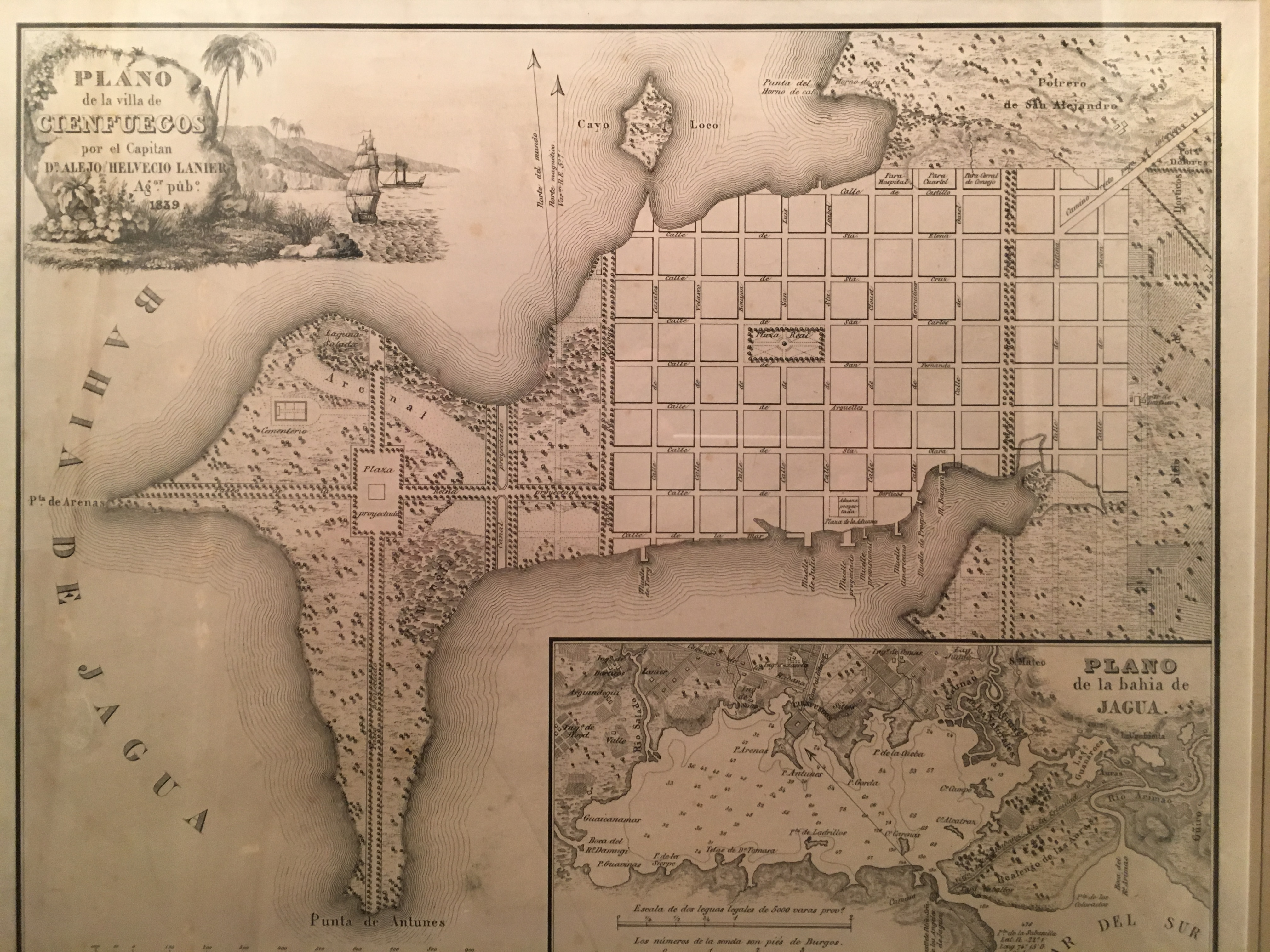
Cienfuegos en 1839.

Fortement controversé pour son despotisme et sa propension à mêler affaires personnelles et affaires publiques, Louis de Clouet est victime, en juillet 1832, d'une tentative d'assassinat qui lui laisse l'épaule droite brisée en plusieurs endroits. Il est ensuite contraint de rentrer à Bordeaux et laisse le commandement à son fils aîné Joseph Alexandre. Il ne reviendra jamais dans la colonie qu'il a fondée.
Le 12 juillet 1840, il est créé par la reine Isabelle II vicomte de Jagua, comte de La Fernandina, avec Grandesse d'Espagne.
Tandis que sa famille est restée à Bordeaux, lui meurt le 17 juin 1848 à Cordoue où il avait acquis un domaine.

### Rapatriement de ses restes
En avril 1958, un an avant la Révolution, le gouvernement cubain obtint de l'Espagne que ses restes soient transférés à Cienfuegos et déposés dans le monument dressé à sa mémoire.

## Vie familiale
De son mariage en 1791 avec Claire (ou Clara) Lopez de la Peña (petite-fille d'Antoine de Mandeville), il eut quatorze enfants, dont Joseph-Alexandre, capitaine puis lieutenant-colonel au service de l'Espagne, après sa participation aux guerres carlistes.

## Confusions fréquentes
L'histoire de la Louisiane franco-espagnole au XVIIIe siècle est complexe : en 1762, la colonie française est donnée à la couronne espagnole. Tous les officiers français sur place deviennent officiers de l'armée espagnole au même grade en vertu du pacte de famille. Les deux langues, le français et l'espagnol, continuent d'être utilisées simultanément, donnant lieu à de nombreuses erreurs de transcription. C'est ainsi que l'on retrouve fréquemment Don Luis d'Clouet, ou Luis de Clouet de Piedre dans les sources hispaniques.